# Ambrosiu Dimitrovici
Ambrosiu Dimitrovici, né le 20 juillet 1838 à Tchernivtsi alors en Bucovine et mort dans la même ville en juillet 1866, est un journaliste et éditeur roumain.
Ambrosiu Dimitrovici est un des membres fondateurs de l'Académie roumaine.